# Fidia clematis
Fidia clematis är en skalbaggsart som beskrevs av Schaeffer 1904. Fidia clematis ingår i släktet Fidia och familjen bladbaggar. Inga underarter finns listade i Catalogue of Life.